# DéFI
DéFI é um partido regionalista, liberal e social liberal na Bélgica, cujo objectivo é a expansão dos direitos linguísticos dos falantes franceses em e nos arredores da região de Bruxelas. O partido é liderado desde 1995 por Olivier Maingain, membro da Câmara dos Deputados. O nome actual do partido, DéFI ou Défi, é a sigla de Démocrate, Fédéraliste, Indépendant (em português: Democrático, Federalista, Independente) que significa "desafio" em francês, que foi adoptado em novembro de 2015.

## História
O partido foi fundado como a Frente Democrático dos Francófonos (em francês: Front Démocratique des Francophones, FDF) a 11 de maio de 1964 como resposta às leis linguísticas de 1962. O partido teve sucesso meditador em Bruxelas e concorreu às eleições parlamentares um ano depois, onde elegeu um senador e 3 assentos na Câmara dos Deputados pelo distrito eleitoral de Bruxelas. O número de lugares aumentou ainda mais nas próximas eleições parlamentares. O partido também dominou a política municipal de Bruxelas até 1982. 
Inicialmente, o partido cooperou com a União Valona. De 1977 a 1980, a FDF participou nos governos federais liderados por Leo Tindemans e, posteriormente, Wilfried Martens. A partir de 1992, a FDF concorreu regularmente numa aliança eleitoral com o Partido Liberal Reformista (PRL). Em 2002, o PRL, o FDF, o MCC e o PFF formaram o Movimento Reformador, fomentando a aliança entre os diversos partidos liberais francófonos da Bélgica.
Em janeiro de 2010, o nome do partido foi alterado para os Federalistas Democráticos Francófonos (em francês: Fédéralistes Démocrates Francophones). Em setembro de 2011, a FDF decidiu deixar a aliança do Movimento Reformador após desentendimentos com o presidente do MR, Charles Michel, no acordo sobre a divisão do distrito de Bruxelas-Halle-Vilvoorde durante a Crise política na Bélgica em 2010-2011.

## Resultados eleitorais

### Eleições legislativas

#### Câmara dos Representantes
| Data | CI.                  | Votos                | %                    | +/-                  | Deputados            | +/-                  | Status               |
| ---- | -------------------- | -------------------- | -------------------- | -------------------- | -------------------- | -------------------- | -------------------- |
| 1965 | 6.º                  | 68 966               | 1,3 / 100,0          |                      | 3 / 212              |                      | Oposição             |
| 1968 | 7.º                  | 154 023              | 2,9 / 100,0          | 1,6                  | 6 / 212              | 3                    | Oposição             |
| 1971 | 9.º                  | 286 639              | 5,4 / 100,0          | 2,5                  | 12 / 212             | 6                    | Oposição             |
| 1974 | 6.º                  | 301 303              | 5,7 / 100,0          | 0,3                  | 14 / 212             | 2                    | Oposição             |
| 1977 | 7.º                  | 263 104              | 4,7 / 100,0          | 1,0                  | 11 / 212             | 3                    | Governo              |
| 1978 | 7.º                  | 259 019              | 4,7 / 100,0          | Estável              | 11 / 212             | Estável              | Governo              |
| 1981 | 8.º                  | 253 720              | 4,2 / 100,0          | 0,5                  | 8 / 212              | 3                    | Oposição             |
| 1985 | 11.º                 | 72 361               | 1,2 / 100,0          | 3,0                  | 3 / 212              | 5                    | Oposição             |
| 1987 | 11.º                 | 71 338               | 1,2 / 100,0          | Estável              | 3 / 212              | Estável              | Oposição             |
| 1991 | 12.º                 | 90 813               | 1,5 / 100,0          | 0,3                  | 3 / 212              | Estável              | Oposição             |
| 1995 | Movimento Reformador | Movimento Reformador | Movimento Reformador | Movimento Reformador | Movimento Reformador | Movimento Reformador | Movimento Reformador |
| 1999 | Movimento Reformador | Movimento Reformador | Movimento Reformador | Movimento Reformador | Movimento Reformador | Movimento Reformador | Movimento Reformador |
| 2003 | Movimento Reformador | Movimento Reformador | Movimento Reformador | Movimento Reformador | Movimento Reformador | Movimento Reformador | Movimento Reformador |
| 2007 | Movimento Reformador | Movimento Reformador | Movimento Reformador | Movimento Reformador | Movimento Reformador | Movimento Reformador | Movimento Reformador |
| 2010 | Movimento Reformador | Movimento Reformador | Movimento Reformador | Movimento Reformador | Movimento Reformador | Movimento Reformador | Movimento Reformador |
| 2014 | 12.º                 | 121 403              | 1,8 / 100,0          |                      | 2 / 150              |                      | Oposição             |

#### Senado
| Data | CI.                  | Votos                | %                    | +/-                  | Deputados            | +/-                  |
| ---- | -------------------- | -------------------- | -------------------- | -------------------- | -------------------- | -------------------- |
| 1965 | 6.º                  | 68 397               | 1,3 / 100,0          |                      | 1 / 106              |                      |
| 1968 | 5.º                  | 308 859              | 6,0 / 100,0          | 4,7                  | 5 / 106              | 4                    |
| 1971 | 5.º                  | 598 768              | 11,5 / 100,0         | 5,5                  | 6 / 106              | 1                    |
| 1974 | 4.º                  | 589 553              | 11,4 / 100,0         | 0,1                  | 13 / 106             | 7                    |
| 1977 | 8.º                  | 546 367              | 4,5 / 100,0          | 6,9                  | 6 / 106              | 7                    |
| 1978 | 8.º                  | 266 713              | 4,9 / 100,0          | 0,4                  | 7 / 106              | 1                    |
| 1981 | 8.º                  | 255 727              | 4,3 / 100,0          | 0,6                  | 4 / 106              | 3                    |
| 1985 | 13.º                 | 70 239               | 1,2 / 100,0          | 3,1                  | 1 / 106              | 3                    |
| 1987 | 11.º                 | 77 522               | 1,3 / 100,0          | 0,1                  | 1 / 106              | Estável              |
| 1991 | 12.º                 | 86 026               | 1,4 / 100,0          | 0,1                  | 1 / 106              | Estável              |
| 1995 | Movimento Reformador | Movimento Reformador | Movimento Reformador | Movimento Reformador | Movimento Reformador | Movimento Reformador |
| 1999 | Movimento Reformador | Movimento Reformador | Movimento Reformador | Movimento Reformador | Movimento Reformador | Movimento Reformador |
| 2003 | Movimento Reformador | Movimento Reformador | Movimento Reformador | Movimento Reformador | Movimento Reformador | Movimento Reformador |
| 2007 | Movimento Reformador | Movimento Reformador | Movimento Reformador | Movimento Reformador | Movimento Reformador | Movimento Reformador |
| 2010 | Movimento Reformador | Movimento Reformador | Movimento Reformador | Movimento Reformador | Movimento Reformador | Movimento Reformador |

### Eleições regionais

#### Bruxelas
| Data                | CI.                  | Votos                | %                    | Deputados            | Status               |
| ------------------- | -------------------- | -------------------- | -------------------- | -------------------- | -------------------- |
| 1989                | 3.º                  | 64 489               | 14,7 / 100,0         | 12 / 75              | Governo              |
| 1995                | Movimento Reformador | Movimento Reformador | Movimento Reformador | Movimento Reformador | Movimento Reformador |
| 1999                | Movimento Reformador | Movimento Reformador | Movimento Reformador | Movimento Reformador | Movimento Reformador |
| Comunidade francesa |                      |                      |                      |                      |                      |
| 2004                | Movimento Reformador | Movimento Reformador | Movimento Reformador | Movimento Reformador | Movimento Reformador |
| 2009                | Movimento Reformador | Movimento Reformador | Movimento Reformador | Movimento Reformador | Movimento Reformador |
| 2014                | 3.º                  | 60 611               | 14,8 / 100,0         | 12 / 72              | Governo              |

#### Valónia
| Data | CI.                  | Votos                | %                    | Deputados            | Status               |
| ---- | -------------------- | -------------------- | -------------------- | -------------------- | -------------------- |
| 1995 | Movimento Reformador | Movimento Reformador | Movimento Reformador | Movimento Reformador | Movimento Reformador |
| 1999 | Movimento Reformador | Movimento Reformador | Movimento Reformador | Movimento Reformador | Movimento Reformador |
| 2004 | Movimento Reformador | Movimento Reformador | Movimento Reformador | Movimento Reformador | Movimento Reformador |
| 2009 | Movimento Reformador | Movimento Reformador | Movimento Reformador | Movimento Reformador | Movimento Reformador |
| 2014 | 7.º                  | 51 543               | 2,6 / 100,0          | 0 / 75               | Extra-parlamentar    |

### Eleições europeias

#### Comunidade Francesa
| Data | CI.                  | Votos                | %                    | +/-                  | Deputados            | +/-                  |
| ---- | -------------------- | -------------------- | -------------------- | -------------------- | -------------------- | -------------------- |
| 1979 | 3.º                  | 414 603              | 19,8 / 100,0         |                      | 1 / 11               |                      |
| 1984 | 5.º                  | 142 870              | 6,4 / 100,0          | 13,4                 | 0 / 11               | 1                    |
| 1989 | 5.º                  | 85 867               | 3,8 / 100,0          | 2,6                  | 0 / 11               | Estável              |
| 1994 | Movimento Reformador | Movimento Reformador | Movimento Reformador | Movimento Reformador | Movimento Reformador | Movimento Reformador |
| 1999 | Movimento Reformador | Movimento Reformador | Movimento Reformador | Movimento Reformador | Movimento Reformador | Movimento Reformador |
| 2004 | Movimento Reformador | Movimento Reformador | Movimento Reformador | Movimento Reformador | Movimento Reformador | Movimento Reformador |
| 2009 | Movimento Reformador | Movimento Reformador | Movimento Reformador | Movimento Reformador | Movimento Reformador | Movimento Reformador |
| 2014 | 7.º                  | 82 631               | 3,4 / 100,0          |                      | 0 / 8                |                      |